# Ferran (Estaràs)
Ferran és una entitat de població del municipi d'Estaràs, a la comarca de la Segarra. El poble, al nord-est del terme municipal, s'estén per la costa de la muntanya del pla de Sant Ramon, a 2 quilòmetres i mig d'aquest municipi. Per la part de llevant, limita amb la comarca de l'Anoia. Abans del segle xiv Ferran surt del domini dels comtes de Cerdanya i dels Cervera i passa al vescomtat de Cardona. El 1798, Pere de Tristany, prevere i castlà d'Ivorra és el procurador del duc de Cardona.
L'Església de Sant Jaume conserva algunes parets de l'època medieval, però amb les reformes posteriors ha perdut l'estructura primitiva. En una d'aquestes reformes es trobà als murs una imatge de sant Jaume, de pedra, romànica tardana, que es guarda al Museu Diocesà de Solsona.
Mediano, com apareix documentat en llatí, del que es tenen notícies del seu castell des de l'any 1121, quan era considerat un terme del qual depenia el pla de Sant Ramon, si bé no aconseguí d'arribar a formar poble. En queda una torre cilíndrica, a la qual és adossada una casa i una capella romànica dedicada a sant Pere, que es pot veure a l'oest de Ferran, molt a prop de l'accés a l'Eix Transversal.